# Медаль «За заслуги в обеспечении обороноспособности страны»
Медаль «За заслуги в обеспечении обороноспособности страны» (пол. Medal Za Zaslugi dla Obronnosci Kraju) — польская медаль, учреждена в соответствии с Актом Парламента ПНР от 21 апреля 1966 года, была включена в реестр наград министерств и ведомств Третьей Республики в 1991 году.

## История
Медаль была учреждена законом парламента от 21 апреля 1966 года. В соответствии с законом, предназначалась для награждения солдат и офицеров Народного Войска Польского, а также гражданских лиц за действия, способствующие повышению боеспособности армии и укреплению обороноспособности страны. Награждение медалью производилось Министром Национальной Обороны ПНР.
Медаль «За заслуги в обеспечении обороноспособности страны» была разделена на золотую, серебряную и бронзовую степени.
Серебряной медалью могли быть награждены в том случае, если после награждения бронзовой медалью прошло по крайней мере 3 года. Для награждения золотой медалью, требовалось чтобы после награждения серебряной медалью прошло по крайней мере 5 лет.

## Описание
Золотая медаль «За заслуги в обеспечении обороноспособности страны» круглая диаметром 38 мм. Изготавливалась из позолоченного металла.
На лицевой стороне медали изображена карта ПНР, западную часть которой прикрывает польский орёл, сидящий на щите амазонки. По краю медали надпись: в верхней части — «ZA ZASLUGI», в нижней части — «DLA OBRONNOSCI KRAJU».
Надпись в верхней части отделена от надписи в нижней части выпуклыми точками.
На оборотной стороне медали в центральной её части помещена надпись в три строки: «MINISTERSTWO / OBRONY / NARODOWEJ». По краю медали надпись: «POLSKA RZECZPOSPOLITA LUDOWA».
Оборотная сторона медали окантована узким бортиком.
Все изображения и надписи на медали выпуклые рельефные.
В верхней части медали имеется ушко с кольцом для крепления к ленте.
Серебряная и бронзовая медали «За заслуги в обеспечении обороноспособности страны» аналогичны золотой медали с той лишь разницей, что изготавливались из посеребренного металла и бронзы соответственно.
Носилась на левой стороне груди и располагалась после медали «За участие в боях за Берлин».

## Лента
Лента медали «За заслуги в обеспечении обороноспособности страны» шелковая муаровая белого цвета с широкой полосой красного цвета посредине. Ширина ленты 40 мм. Ширина красной полосы 20 мм.

## Медаль 1991 года
Золотая медаль «За заслуги в обеспечении обороноспособности страны» круглая диаметром 36 мм. Изготавливается из позолоченного металла.
На лицевой стороне медали в центральной её части помещена композиция, состоящая из щита и рыцарского шлема с опущенным забралом. На щите изображен коронованный орёл, сидящий на щите амазонки. Поверхность большого щита покрыта узкими вертикальными полосками. Рыцарский шлем венчает корона. Композиция украшена растительным орнаментом.
По краю медали надпись: «ZA ZASLUGI DLA OBRONNOSCI KRAJU».
Верхушки букв сливаются с бортиком, обрамляющим лицевую сторону медали.
На оборотной стороне медали в центральной её части помещена надпись в две строки: «WOJSKO / POLSKIE».
Над надписью и под ней — орнамент.
С оборотной стороны медаль обрамлена бортиком.
Все изображения и надписи на медали выпуклые рельефные.
В верхней части медали имеется ушко с кольцом для крепления к ленте. Кольцо с лицевой стороны украшено орнаментом.
Серебряная и бронзовая медали «За заслуги в обеспечении обороноспособности страны» аналогичны золотой медали с той лишь разницей, что изготавливаются из посеребренного металла и бронзы соответственно.
Медаль «За заслуги в обеспечении обороноспособности страны» носится на левой стороне груди и располагается после медали «Вооруженные Силы на службе Родине».

## Лента
Лента медали «За заслуги в обеспечении обороноспособности страны» шелковая муаровая белого цвета с широкой полосой красного цвета посредине. Ширина ленты 38 мм. Ширина красной полосы 20 мм.
| Планка Медали «За заслуги в обеспечении обороноспособности страны» | Планка Медали «За заслуги в обеспечении обороноспособности страны» | Планка Медали «За заслуги в обеспечении обороноспособности страны» |
| ------------------------------------------------------------------ | ------------------------------------------------------------------ | ------------------------------------------------------------------ |
| Медаль золотая                                                     | Медаль серебряная                                                  | Медаль бронзовая                                                   |